# Oncideres impluviata
Oncideres impluviata es una especie de escarabajo longicornio de la subfamilia Lamiinae. Fue descrita científicamente por Germar en 1823.
Se distribuye por Argentina, Brasil, Paraguay y Uruguay. Posee una longitud corporal de 13-20 milímetros. El período de vuelo de esta especie ocurre en los meses de enero, febrero, marzo, abril, julio, octubre, noviembre y diciembre.
Oncideres impluviata se alimenta de una gran variedad de plantas y arbustos de las familias Aquifoliaceae, Euphorbiaceae, de las subfamilias Caesalpinioideae, Myrsinoideae, entre otras.